# 削價競爭
削價競爭（英語：price war）指的是一再的將價格減少至比競爭對手來的低的商業行為。 一個公司降低產品的價格，然後其他公司也再度降低價格。短期而言削價競爭對買家有利。通常他們對公司沒有好處，因為價格的降低導致利潤減少，而可能會威脅到其生存。